# William T. Zenor

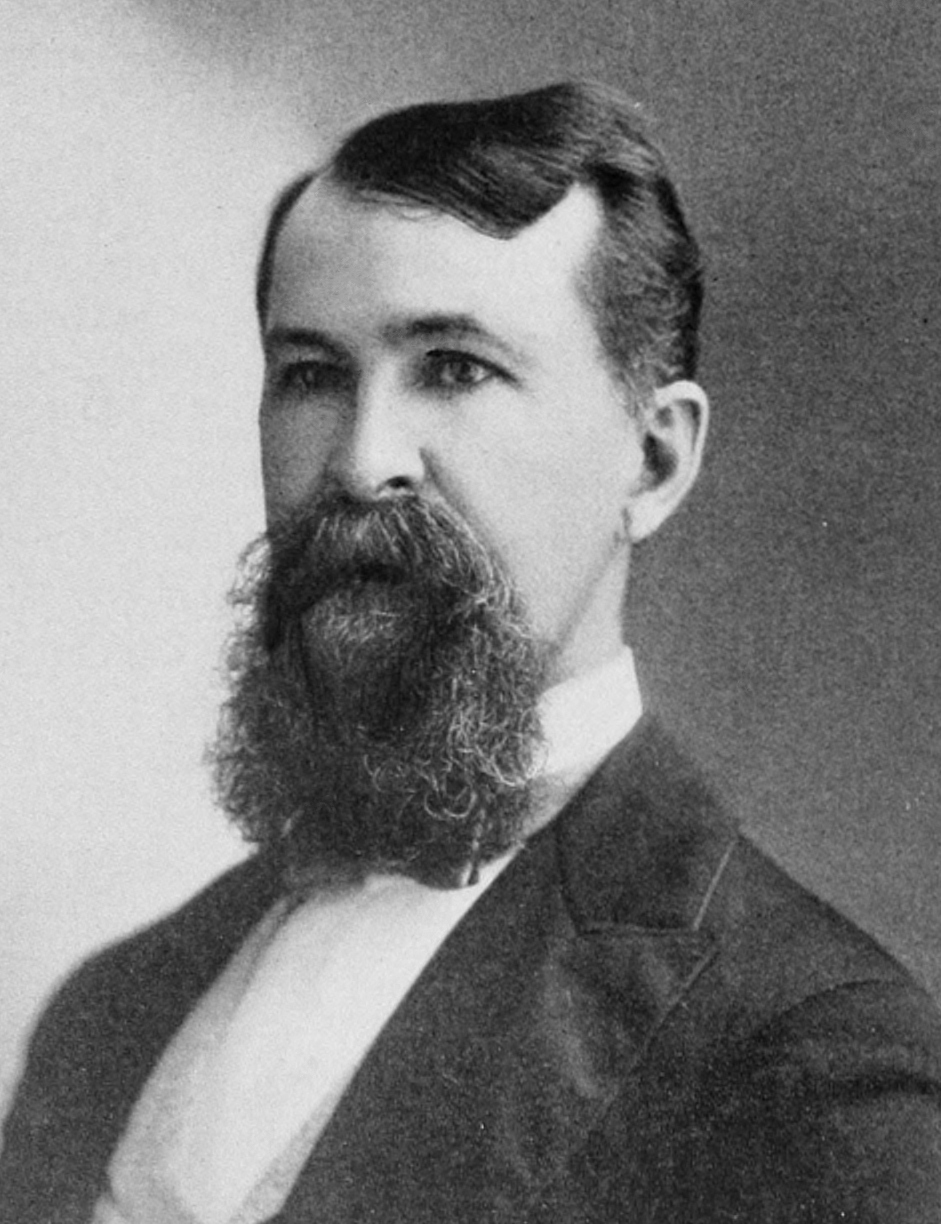
William T. Zenor

William Taylor Zenor (* 30. April 1846 in Corydon, Harrison County, Indiana; † 2. Juni 1916 in New Albany, Indiana) war ein US-amerikanischer Politiker. Zwischen 1897 und 1907 vertrat er den Bundesstaat Indiana im US-Repräsentantenhaus.

## Werdegang
William Zenor besuchte die öffentlichen Schulen seiner Heimat und das Seminary of James G. May. Nach einem anschließenden Jurastudium in New Albany und seiner 1870 erfolgten Zulassung als Rechtsanwalt begann er in Corydon in diesem Beruf zu arbeiten. Im Jahr 1871 verlegte er seinen Wohnsitz und seine Anwaltskanzlei nach Leavenworth. Zwischen 1879 und 1885 war Zenor Staatsanwalt im Harrison County und im Crawford County; von 1885 bis 1897 fungierte er als Richter im dritten Gerichtsbezirk seines Staates.
Politisch war Zenor Mitglied der Demokratischen Partei. Bei den Kongresswahlen des Jahres 1896 wurde er im dritten Wahlbezirk von Indiana in das US-Repräsentantenhaus in Washington, D.C. gewählt, wo er am 4. März 1897 die Nachfolge von Robert J. Tracewell antrat. Nach vier Wiederwahlen konnte er bis zum 3. März 1907 fünf Legislaturperioden im Kongress absolvieren. In diese Zeit fiel unter anderem der Spanisch-Amerikanische Krieg von 1898.
Nach seinem Ausscheiden aus dem US-Repräsentantenhaus praktizierte William Zenor wieder als Anwalt in Corydon. Im Jahr 1910 zog er nach New Albany, wo er weiterhin als Jurist arbeitete. Dort ist er am 2. Juni 1916 auch verstorben.